# 微小别样海源菌
微小别样海源菌（学名：Aliidiomarina minuta）是别样海源菌属的下属物种。此物种是一种革兰氏阴性、好氧、运动性、嗜碱、嗜盐且嗜温的弯曲杆状细菌。此物种最早从过滤（0.22µm）的美国莫诺湖的地表水域中分离出来。在暴露于不利的环境条件下，作为一种生存机制，它的细胞的长度缩小到约0.2µm，而直径缩小到约0.1µm。这一特性是该属内其他物种所没有的，这特性使它能够通过0.22μm过滤器（常用于过滤器灭菌）。